# Comuna Honeakiv, Slavuta
Honeakiv (în ucraineană Хоняків) este o comună în raionul Slavuta, regiunea Hmelnîțkîi, Ucraina, formată din satele Honeakiv (reședința), Ponora și Prîkordonna Ulașanivka.

## Demografie
Componența lingvistică a comunei Honeakiv
     Ucraineană (99,6%)
     Alte limbi (0,4%)
Conform recensământului din 2001, majoritatea populației comunei Honeakiv era vorbitoare de ucraineană (99,6%), existând în minoritate și vorbitori de alte limbi.